# Esmahan Aykol

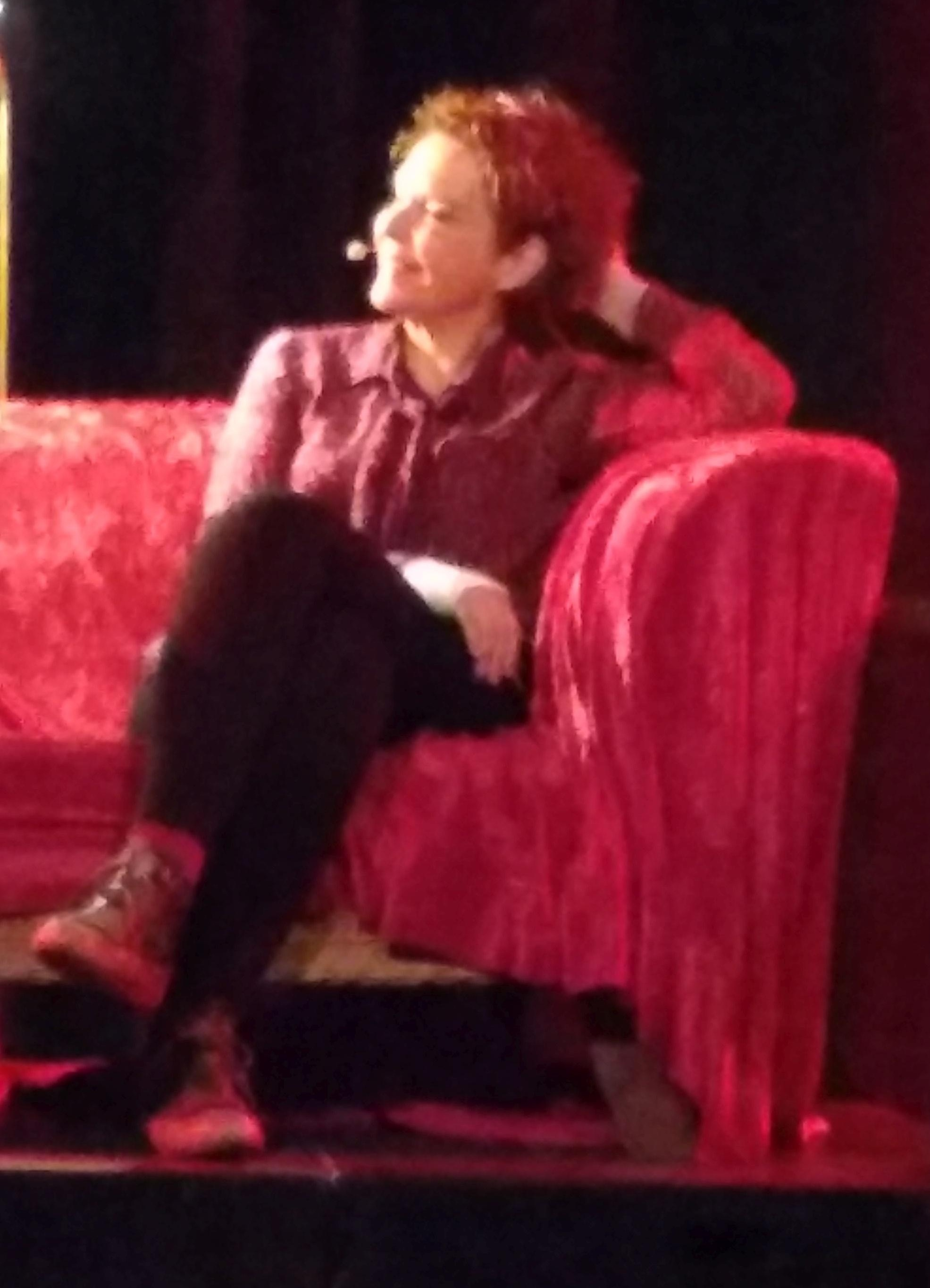
Esmahan Aykol bei den Darmstädter Krimitagen am 31. März 2017 in der "Bessunger Knabenschule".

Esmahan Aykol (* 1970 in Edirne) ist eine türkische Journalistin und Autorin, die in Deutschland vor allem durch ihre Kriminalromane um die Istanbuler Buchhändlerin Kati Hirschel bekannt wurde.

## Leben
Esmahan Aykol studierte in ihrer Heimat Jura, arbeitete daneben als Journalistin für Presse und Hörfunk und versuchte sich später auch als Barbesitzerin. Sie lebt in Berlin und Istanbul.

## Die Kati-Hirschel-Romane
Esmahan Aykols Romanfigur Kati Hirschel ist eine frühe literarische Referenz der Autorin an die Geschichte deutscher Wissenschaftler, die zwischen 1933 und 1945 Exil in der Türkei gefunden haben. Im Jahr 2001, dem Erscheinungsjahr des ersten Kati-Hirschel-Romans, Hotel Bosporus, war das einer jener seltenen Blicke auf einen Aspekt der deutsch-türkischen Beziehungen, der auch beim Erscheinen des vierten Kati-Hirschel-Romans im Jahre 2012 noch wenig bekannt ist.

Die Romanfigur Kati Hirschel wird als Istanbuler Krimibuchhändlerin mit deutschen Wurzeln eingeführt. Diese Wurzeln weisen deutliche Bezüge zu dem Juristen und Rechtssoziologen Ernst Eduard Hirsch auf, der im März 1933 wegen seiner jüdischen Herkunft aus seinem Amt als Richter entlassen worden war. Hirsch lehrte danach in Istanbul und Ankara und kehrte 1952 auf Initiative von Ernst Reuter nach Deutschland zurück, wo er Professor an der Freien Universität Berlin wurde. Esmahan Aykol thematisiert die fiktive Biografie ihrer Protagonistin mit deutlichen Verweisen auf die reale Biografie Hirschs, wenn sie Kati Hirschel über ihren Vater sagen lässt: 

„Er und meine Mutter waren vor dem Krieg oder besser gesagt vor dem Nationalsozialismus geflohen. Mein Vater war Jude. Juraprofessor. Wir haben bis 1965 in Istanbul gelebt und sind dann wieder nach Deutschland gezogen. Wäre es nach meinem Vater gegangen, wären wir nicht zurück, aber meine Mutter wollte es unbedingt. Mein älterer Bruder und ich sind in Istanbul geboren. […] Mein Vater ist in den fünfziger Jahren türkischer Staatsbürger geworden. Er war einer von den Asylanten, die die türkische Staatsangehörigkeit annahmen, und er hat sie bis zu seinem Tod auch behalten. Du weißt ja, wenn Vater oder Mutter türkischer Staatsbürger ist, sind die Kinder automatisch Türken.“

## Werke
- Hotel Bosporus (Kitapçı Dükkânı, 2001), 2001, ISBN 3-257-06371-7, 3-257-23443-0, ISBN 978-3-257-23889-1.
- Bakschisch (Kelepir Ev, 2003), 2004, ISBN 3-257-06443-8, ISBN 978-3-257-23520-3.
- Scheidung auf Türkisch (Süpheli Bir Ölüm, 2007), 2008, ISBN 978-3-257-06677-7, ISBN 978-3-257-24032-0.
- Istanbul Tango (Tango Istanbul, 2014), Diogenes, Zürich 2016, ISBN 978-3-257-30036-9.
- Goodbye Istanbul (Savrulanlar, 2006), Diogenes, Zürich 2007, ISBN 978-3-257-06569-5.

## Adaptionen
- Hotel Bosporus. Bearbeitung/Regie: Judith Lorentz, Sprecher: Catrin Striebeck, Bettina Kurth, Robert Dölle, Hannes Hellmann, Martin Engler u. a., 53 min., SWR 2006.
- Bakschisch. Bearbeitung/Regie: Judith Lorentz, Sprecher: Catrin Striebeck, Hanns-Jörg Krumpholz, Timur Işık, Klaus Herm, Bianca Nele Rosetz, Martin Engler u.a, 55 min., SWR 2006.

## Ehrungen, Auszeichnungen, Preise
- 2017: Wiesbadener Krimistipendium, vier Wochen im März 2017.
- 2017: Jury-Mitglied bei der Verleihung des Deutschen Fernseh-Krimipreises, März 2017.
- 2017: Stipendium der Franz-Edelmaier-Residenz für Literatur und Menschenrechte der Schweizerischen Gesellschaft für die Europäische Menschenrechtskonvention, August und September 2017 in Meran.